# Giovanni di Francesco

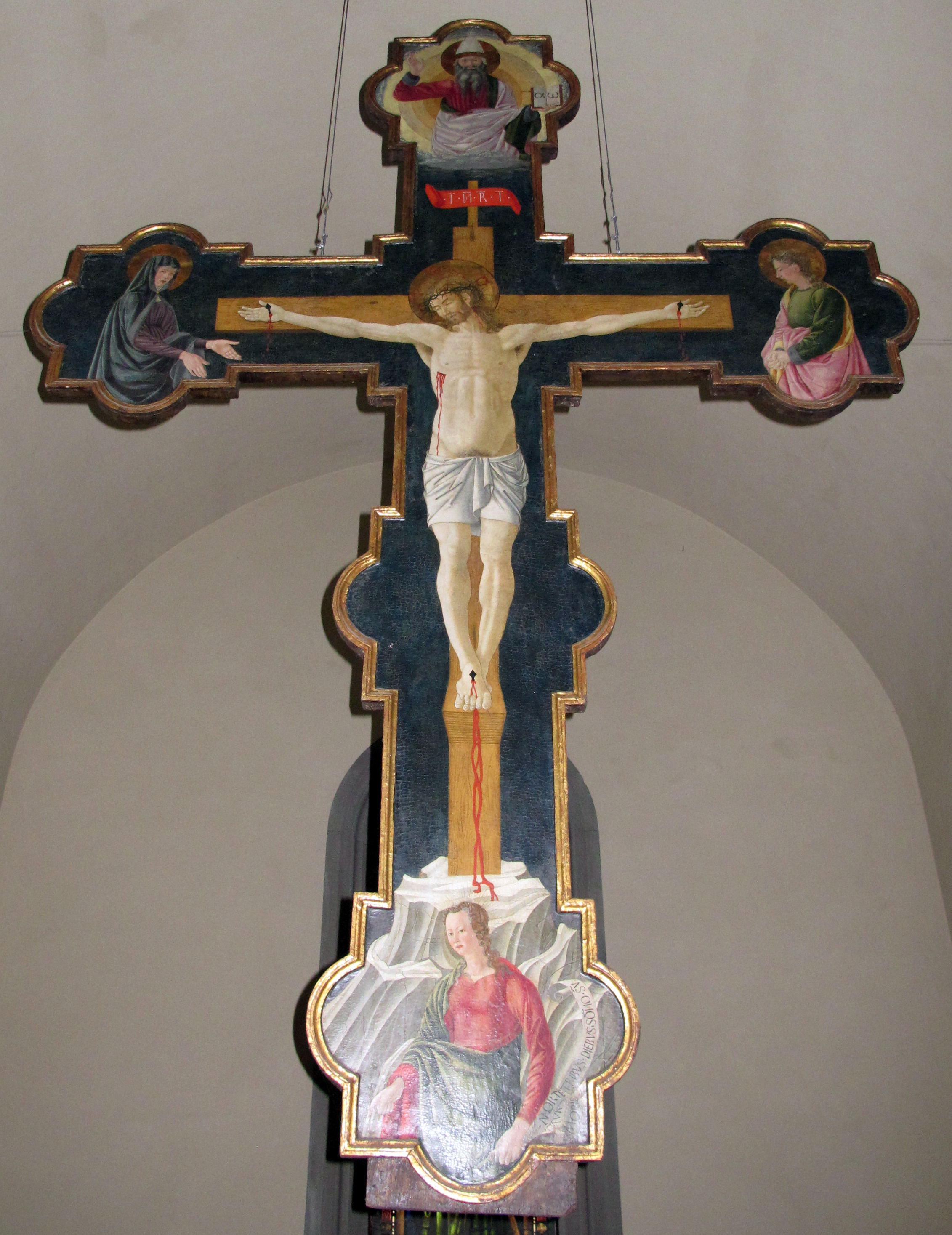
La croce di Brozzi

Giovanni di Francesco del Cervelliera o  Giovanni di Franco (Arezzo, 1412 o 1428 – Firenze, 1458) è stato un pittore italiano, attivo a Firenze intorno alla metà del XV secolo.

## Biografia
Il periodo della formazione di questo artista va plausibilmente individuato nella bottega di Filippo Lippi.
A Giovanni si ascrive il Paliotto di San Biagio, datato 1453, attribuito all'artista da Offner (1933), ed eseguito per la chiesa di San Biagio a Petriolo, nonché il Crocifisso nella chiesa di Sant'Andrea a Brozzi, opera arcaica nella struttura ma estremamente accurata nella resa anatomica della figura del Cristo. Nel paliotto la figura di San Biagio richiama stilisticamente i modelli monumentali e volumetrici di Andrea del Castagno; mentre i colori delicati e luminosi ricordano i modi di Alesso Baldovinetti.
Risale agli stessi anni il cosiddetto Trittico Carrand, datato 1454, precedentemente attribuito a Giuliano Pesello, che mostra nuovamente l'aderenza di Giovanni allo stile luministico di Domenico Veneziano, in particolare alla pala di Santa Lucia de' Magnoli.
La tavola, raffigurante la Vergine col Bambino tra i santi Francesco, Giovanni Battista, Nicola e Pietro, proviene probabilmente dalla chiesa di San Niccolò sopr'Arno, come testimonia un inventario dei beni della chiesa del 1862, col quale viene identificato il committente in un membro della famiglia Gianni, patrona dal 1421 della cappella di San Giovanni Battista, che, nella tavola, è posto a pendant con San Niccolò, titolare della chiesa. Tuttavia, nel valutare la struttura arcaica della pala, ancora gotica (dal fondo oro se ne deduce la ricca committenza), bisogna riflettere circa la possibilità di una sua provenienza periferica, da un'importante chiesa del contado o da qualche monastero.
Tra le opere di Giovanni si annovera anche il trittico ricostruito da Roberto Longhi (1928), formato, al centro, dalla Madonna della Collezione Contini Bonacossi e, ai lati, dalle tavole con Sant'Antonio Abate (Milano, Pinacoteca Ambrosiana) e San Giacomo (Lione, Musée des Beaux-Arts).
Definito da Longhi (1928) "il risultato più alto e più maturo" nella carriera di Giovanni, per la capacità di sintetizzare la solennità dello stile di Piero Della Francesca con il vigore della linea di Andrea del Castagno, il trittico mostra inoltre caratteri affini a Donatello e, più in generale, agli sviluppi pittorici norditaliani; in particolare la figura di Sant'Antonio richiama il San Marco donatelliano in Orsanmichele e i festoni di foglie e frutta intorno alla figura della Madonna rimandano ai contemporanei pittori squarcioneschi e ferraresi.
Al sesto decennio del secolo si data anche la predella con storie di San Nicola di Bari (San Nicola dà la dote a tre fanciulle povere; San Nicola risuscita tre giovani messi in salamoia da un oste; San Nicola salva dall'esecuzione tre condannati a morte), conservata nel Museo di Casa Buonarroti a Firenze, considerata il capolavoro dell'artista.
Fu sepolto nella chiesa di Sant'Ambrogio a Firenze.

La caccia, Musée des Augustins, Tolosa